# Moniatycze
Moniatycze – wieś w Polsce położona w województwie lubelskim, w powiecie hrubieszowskim, w gminie Hrubieszów.
| SIMC    | Nazwa   | Rodzaj    |
| ------- | ------- | --------- |
| 0889433 | Stefków | część wsi |

W latach 1867–1954 miejscowość była siedzibą gminy Moniatycze. W latach 1954–1972 wieś należała i była siedzibą władz gromady Moniatycze. W latach 1975–1998 miejscowość administracyjnie należała do województwa zamojskiego. 
Wieś stanowi sołectwo gminy Hrubieszów. Według Narodowego Spisu Powszechnego (III 2011 r.) liczyła 451 mieszkańców i była ósmą co do wielkości miejscowością gminy Hrubieszów.
Wieś jest siedzibą rzymskokatolickiej parafii św. Apostołów Piotra i Pawła w Moniatyczach.

## Historia
Wieś położona w staropolskim powiecie horodelskim. Po raz pierwszy wzmiankowana w 1394 w łacińskiej parafii grabowieckiej. W 1442 własność Pawła Kwaczały Nieborowskiego łożniczego królewskiego, zaś w 1453 do Tomasza Kwaczały Nieborowskiego sędziego ziemskiego bełskiego. W roku 1564 już w posiadaniu Koniecpolskich. W 1599 do Samuela Koniecpolskiego, który powtórnie erygował tutejszą parafię. W XVIII wieku Moniatycze przechodzą do rąk Kuropatnickich. Według rejestru poborowego z 1578 r. wieś miała 8,75 łana (147 ha) gruntów uprawnych. Według lustracji z 1827 roku liczyła 63 domy i 381 mieszkańców, zaś w r. 1921 już 81 domów oraz 643 mieszkańców, w tym 380 Polaków, 4 Żydów i 259 Ukraińców. Według opisu Słownika geograficznego Królestwa Polskiego z roku, Moniatycze – wieś w powiecie hrubieszowskim. wspomniana w dokumencie z roku 1453. W roku 1531 posiadają parafię rzymskokatolicką. Wieś płaci od 4 łanów, był pop i cerkiew. W roku 1578 z działów Janiewskiego i Sobola, płacą od 3 1/2 łana, 3 zagrodników z rolą i 1 zagrodnika bez roli i popa. Koniecpolski płaci pobór od 5 1/2 łana, 3 zagrodników, 3 komorników. Od 1531 r. do okresu tuż po zakończeniu II wojny światowej w miejscowości istniała prawosławna cerkiew św. Michała Archanioła. Została ona rozebrana z powodu przymusowych wywózek ludności ukraińskiej wyznania prawosławnego z Lubelszczyzny. W roku 1890 gmina Moniatycze posiadała 4818 mieszkańców. W tej liczbie tej było 3313 prawosławnych, 1452 katolików, 46 żydów.
8 lutego 1921 Minister Spraw Wojskowych odznaczył Krzyżem Walecznych 13-letniego Mariana Krasnopolskiego i proboszcza rzymskokatolickiej parafii Moniatycze, księdza Józefa Widawskiego za bohaterskie czyny dokonane w czasie wojny z bolszewikami 1920.

## Zabytki
- Pierwszy tutejszy kościół został wzniesiony jeszcze przed 1472 r. spalił się w końcu XVI w., remontowany lub wzniesiony od nowa w 1599/1603 r.; następny z fundacji Józefa Kuropatnickiego w 1740, zaś obecny w 1873 roku. Wszystkie owe budowle były drewniane[15].
- Istniał tu również murowany dwór szlachecki (zapewne z I poł. XIX w.), zniszczony podczas działań wojennych I wojny światowej.

## Związani z Moniatyczami
- Witold Grabarczuk
- Edmund Kaczkowski